# Isobel Varley
Pour les articles homonymes, voir Varley (homonymie).
Isobel Varley, née en 1937 dans le Yorkshire en Angleterre et morte le 11 mai 2015, est une femme britannique tatouée. Elle a été nommée la senior la plus tatouée au monde en 2000 par le livre Guinness des records.